# Lepidonotus caelorus
Lepidonotus caelorus är en ringmaskart som beskrevs av Moore 1903. Lepidonotus caelorus ingår i släktet Lepidonotus och familjen Polynoidae. Inga underarter finns listade i Catalogue of Life.